# Janovské vévodství
Janovské vévodství (italsky Ducato di Genova) byla součást království Sardinsko(-Piemontského) v letech 1815 až 1848. Rozkládalo se na území současné Ligurie a zaniklé Janovské republiky. 

## Historie
Po Napoleonově pádu v roce 1814 byla mezi 28. dubnem a 28. červencem nakrátko obnovena Janovská republika. Na Vídeňském kongresu pak byla přiřknuta Sardinskému království, které ji 3. ledna 1815 anektovalo a přetvořilo na Janovské vévodství. To pak bylo formální součástí tzv. Sardinské koruny, bez jakékoliv autonomie. To se samozřejmě nelíbilo místnímu ligurskému obyvatelstvu, které bylo navíc republikánsky založené a tak občas vypukaly v Janově nepokoje namířené proti Turínu.
Po revoluci v roce 1848, která se nevyhnula ani území Sardinského království bylo formálně vévodství zrušeno a rozděleno mezi nové departmenty (později provincie) Janov a Nice.